# Hermaea wrangeliae
Hermaea wrangeliae is een slakkensoort uit de familie van de Hermaeidae. De wetenschappelijke naam van de soort is voor het eerst geldig gepubliceerd in 1993 door Ichikawa.